# Атанас Великов
Атанас Великов е български театрален и филмов актьор.

## Биография и творчество
Роден е през 1915 година в град Варна. Потомък е на преселници от Добруджа. Баща му Велико Стефанов е работил в тогава все още строящата се Морска градина във Варна. Атанас Великов изгубва майка си едва на 6 години. Има по-голяма сестра Мика и брат – Стефан. Велико Стефанов се жени повторно, като от втория брак има още една дъщеря – Христина и една доведена – Славка. Велико и втората му съпруга Тодорка отглеждат заедно и петте деца. Атанас Великов има тежко детство. Като дете е изпратен в село Стефаново, тогава в Румъния, където той и брат му са били ратаи в къщата на заможния им вуйчо. Успяват да избягат през 1922 година.
Като пристига отново в родния си град Варна, Великов завършва осми клас, а после постъпва в Морските специални школи. Научава се на електротехника, което е негов допълнителен занаят (а дълго време и основен) години наред. Бил е много любознателен и сръчен. Обичал е да чете. След Морските школи се отдава на театъра, но продължава да „доработва“ като електротехник. В началото е бил артист в пътуващ театър. След време Стефан и Атанас Великови стават артисти в Русенския театър и се налага да наемат квартира в града. Така се запознава с Тодорка Кабаиванова, която по-късно му става съпруга. По това време Тодорка е усвоявала шивашкия занаят в Русе и е живеела при сестра си Иванка, която именно дава подслон на братята. Атанас и Тодорка се влюбват и не след дълго се женят. Тодорка е имала в Русе свое шивашко ателие с две работнички. Към края на Втората световна война Великов е мобилизиран в Бургас, но междувременно войната свършила. В чест на настъпилия мир Атанас и Тодорка кръщават дъщеря си Светломира, родена заедно с примирието на 5 май 1945 година.
Семейството се премества във Варна през 1947 година, където Атанас е назначен като актьор в театър „Стоян Бъчваров“ на половин щат, а Тодорка става главен шивач към театъра. За да се усъвършенства като актьор и да получи щатно място Атанас Великов е изпратен в София на курсове във ВИТИЗ. По-късно Атанас Великов играе много различни роли в театър „Стоян Бъчваров“. Сред най-значимите му театрални роли са: Клавдий в „Хамлет“, Фра Лорензо в „Ромео и Жулиета“, играл е и в др. Една от големите главни роли е Вурм в „Коварство и любов“ на Шилер, а също и Исак в „Иванко“, Федя Протасов в „Живия труп“. Великов е изнасял и рецитали „За свободата“, „Димо Димолее“ и др.
През живота си получава няколко ордена за различни заслуги в обществения и социалния живот в Народна република България. През 70-те години заедно със съпругата си осъществяват мечтано пътуване по Европа и екскурзия в екзотичната Индия. Това е подарък от дъщеря им, която през това време работи в българското посолство в Брюксел.
Умира през декември 1984 г. Погребан е близо да гроба на народния артист Идеал Петров (приживе близък негов приятел) в новите градски гробища „Тополите“, Варна.

## Филмография
- На всеки километър (1969 – 1971), 26 серии